# Hiperemia

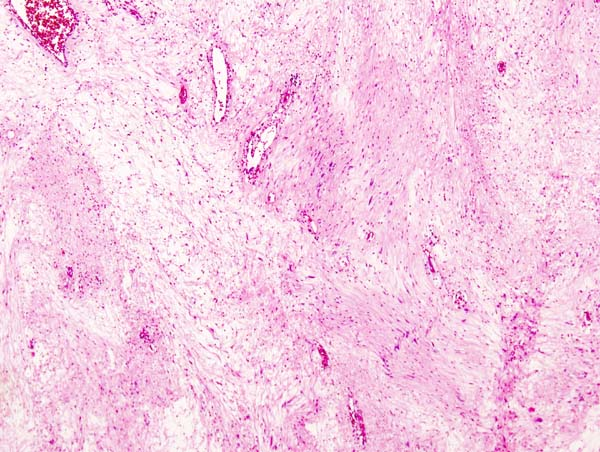
Aspecto histológico

A hiperemia é um aumento da quantidade de sangue circulante num determinado local, ocasionado pela dilatação arterial, pelo número de vasos sanguíneos funcionais, ou por congestão.

## Classificação

### Hiperemia ativa
Aumento da vermelhidão (eritema) na área afetada. A dilatação arteriolar e arterial dá-se por mecanismos neurogênicos simpáticos e liberação de substâncias vasoativas.
É provocada por contração arteriolar com aumento do fluxo sanguíneo local. A vasodilatação é de origem simpática ou humoral e leva à abertura de capilares "inativos", o que resulta na coloração rósea intensa ou vermelha do local atingido e no aumento da temperatura. Ao microscópio, os capilares encontram-se repletos de hemácias.
A hiperemia ativa pode ser: 

#### Fisiológica
Quando há necessidade de maior irrigação, como ocorre nos músculos esqueléticos durante o exercício, na mucosa gastrointestinal durante a digestão, na pele em ambiente quentes.

#### Patológico
Quando acompanha inúmeros processos patológicos, principalmente as inflamações crônicas, agressões térmicas e traumatismo.

### Hiperemia passiva
Hiperemia passiva ou congestão possui uma coloração azul-avermelhada intensificada nas áreas afetadas, de acordo com o acúmulo de sangue venoso. Esta coloração aumenta quando há um aumento da concentração de hemoglobina não-oxigenada no sangue.
Decorre da redução da drenagem venosa, que provoca distensão das veias distais, vênulas e capilares; por isso mesmo, a região comprometida adquire coloração vermelho-escura devido à alta concentração de hemoglobina desoxigenada. Pode ser localizada (obstrução de uma veia) ou sistêmica (insuficiência cardíaca).
Congestão pode ser causada por obstrução extrínseca ou intrínseca de uma veia (compressão do vaso, trombose, torsão de pedículo vascular etc.) ou por redução do retorno venoso, como acontece na insuficiência cardíaca. Na insuficiência cardíaca esquerda ou casos de estenose ou insuficiência mitral, surge congestão pulmonar; na insuficiência cardíaca direita, há congestão sistêmica. Na congestão aguda, os vasos estão distendidos e o órgão é mais pesado; na crônica, o órgão pode sofrer hipotrofia e apresentar micro-hemorragias antigas. As hiperremias passivas mais importantes são as dos pulmões, do fígado e do baço.

#### Congestão pulmonar
Os capilares alveolares encontram-se dilatados e os septos tornam-se alargados pelo edema intersticial; em longo prazo, os septos sofrem fibrose e ficam espessados. Por causa de microrupturas de capilares, há passagem de hemácias para os alvéolos e sua fagocitose pelos macrófagos alveolares, os quais passam a constituir as chamadas "células da insuficiência cardíaca".

#### Congestão hepática
Aguda ou crônica, é provavelmente na maioria das vezes por insuficiência cardíaca congestiva e, menos comummente, por obstrução das veias hepáticas ou da veia cava inferior. Na congestão aguda, o fígado encontra discretamente aumentado de peso e volume e tem cor azul-vinhosa; ao corte, flui sangue das veias centroglobulares dilatadas. Na congestão crônica, o órgão tem cor vermelho-azulada, as regiões centrolobulares são deprimidas e ficam circundadas por parênquima hepático às vezes amarelado, conferindo o aspecto de noz-moscada. Ao microscópio, os sinusóides são alargados e os hepatóciotos centrolobulares estão hipotróficos pela hipóxia. Em fase avançada, pode haver necrose e hemorragia centrolobulares e fibroses das veias centrolobulares e dos sinusoides - fibrose/cirrose hepática.

#### Congestão do baço
Aguda é causada sobretudo por insuficiência cardíaca; o órgão encontra-se pouco aumentado de volume, cianótico e repleto de sangue. Congestão crônica é encontrada principalmente nos casos de hipertensão porta (cirrose hepática, esquistossomose, etc.) O baço é aumentado de volume (às vezes de forma acentuada, podendo pesar até 700g, ou seja cerca de cinco vezes o seu peso normal), endurecido por fibrose e com focos de hemorragia recente ou antiga. A esplenomegalia congestiva pode ser caracterizada por anemia, leucopenia, e plaquetopenia, isoladas ou associadas (pancitopenia). A retirada cirúrgica do baço corrige o hiperesplenismo.